# Hypolimnas dexithea
Hypolimnas dexithea is een vlinder uit de familie van de Nymphalidae. De wetenschappelijke naam voor deze soort is voor het eerst voorgesteld als Diadema dexithea door William Chapman Hewitson in een publicatie uit 1863.

## Kenmerken
De boven- en onderzijde van de vleugels zijn nagenoeg identiek.

## Verspreiding en leefgebied
Deze vlindersoort is endemisch op Madagaskar in de centrale en noordelijke bosrijke gebieden.